# حدائق البركة العليا

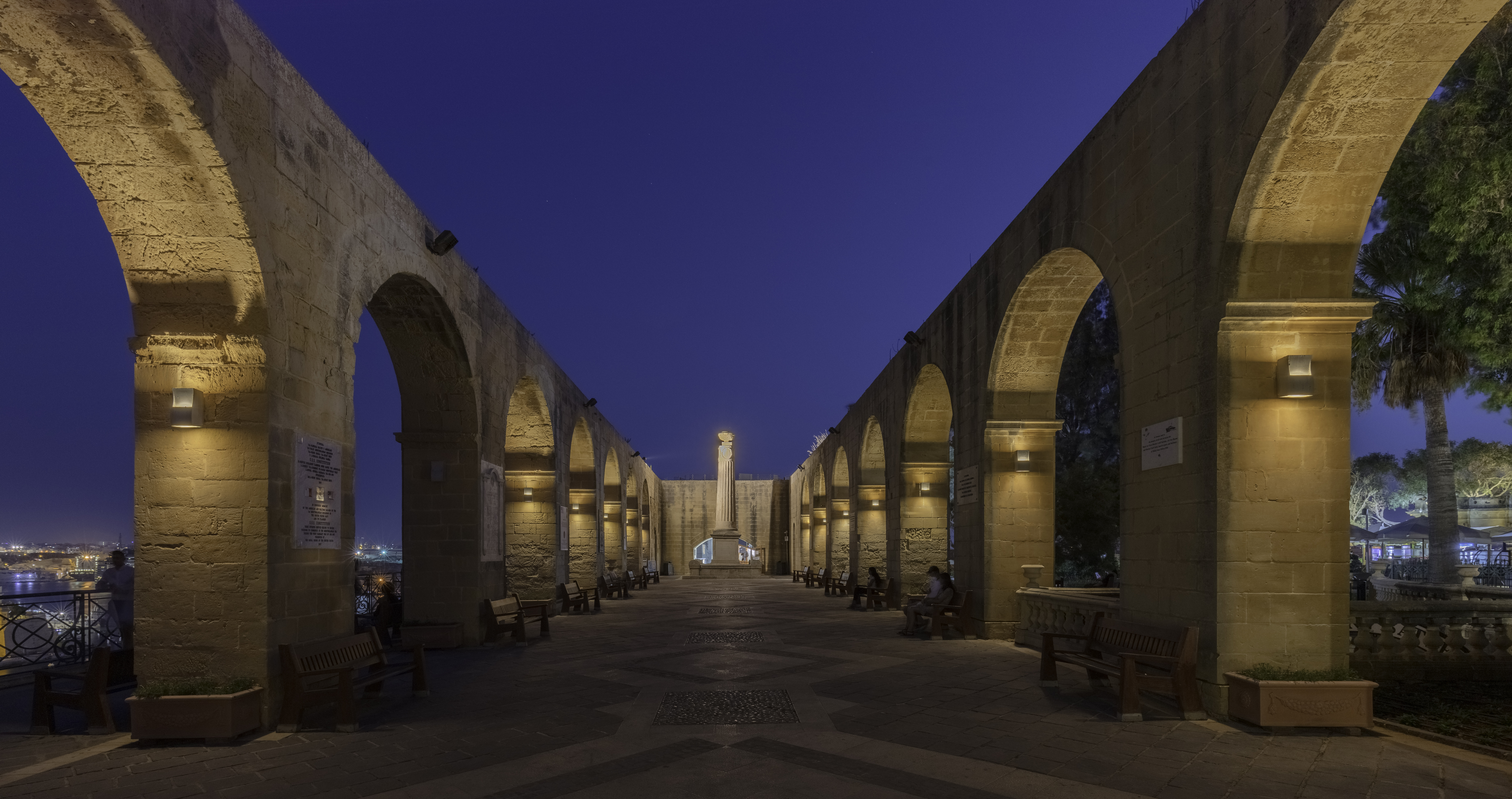
منطقة الشرفة في حدائق البركة السفلى

حدائق البركة العليا (Upper Barrakka Gardens) ( (بالمالطية: Il-Barrakka ta' Fuq)‏ ) هي حديقة عامة في فاليتا في مالطا . إلى جانب حدائق باراكا السفلى في نفس المدينة، فإنها توفر إطلالة بانورامية على Grand Harbour .
تقع الحدائق في الطابق العلوي من شارع بيتر و آمب - باول باستيون ، الذي تم بناؤه في الستينيات من القرن الخامس عشر. تحتوي الطبقة السفلى من المعقل على بطارية التحية . تم بناء أقواس الحديقة المتدرجة في عام 1661 من قبل الفارس الإيطالي فرا فلامينيو بالبيان. كانت في الأصل مسقوفة، ولكن أزيل السقف بعد صعود الكهنة عام 1775. تم استخدام الحدائق في الأصل لتقديم الترفيه لفرسان اللغة الإيطالية من فرسان القديس يوحنا، ولكن تم فتحها للجمهور بعد انتهاء الاحتلال الفرنسي لمالطا في عام 1800.

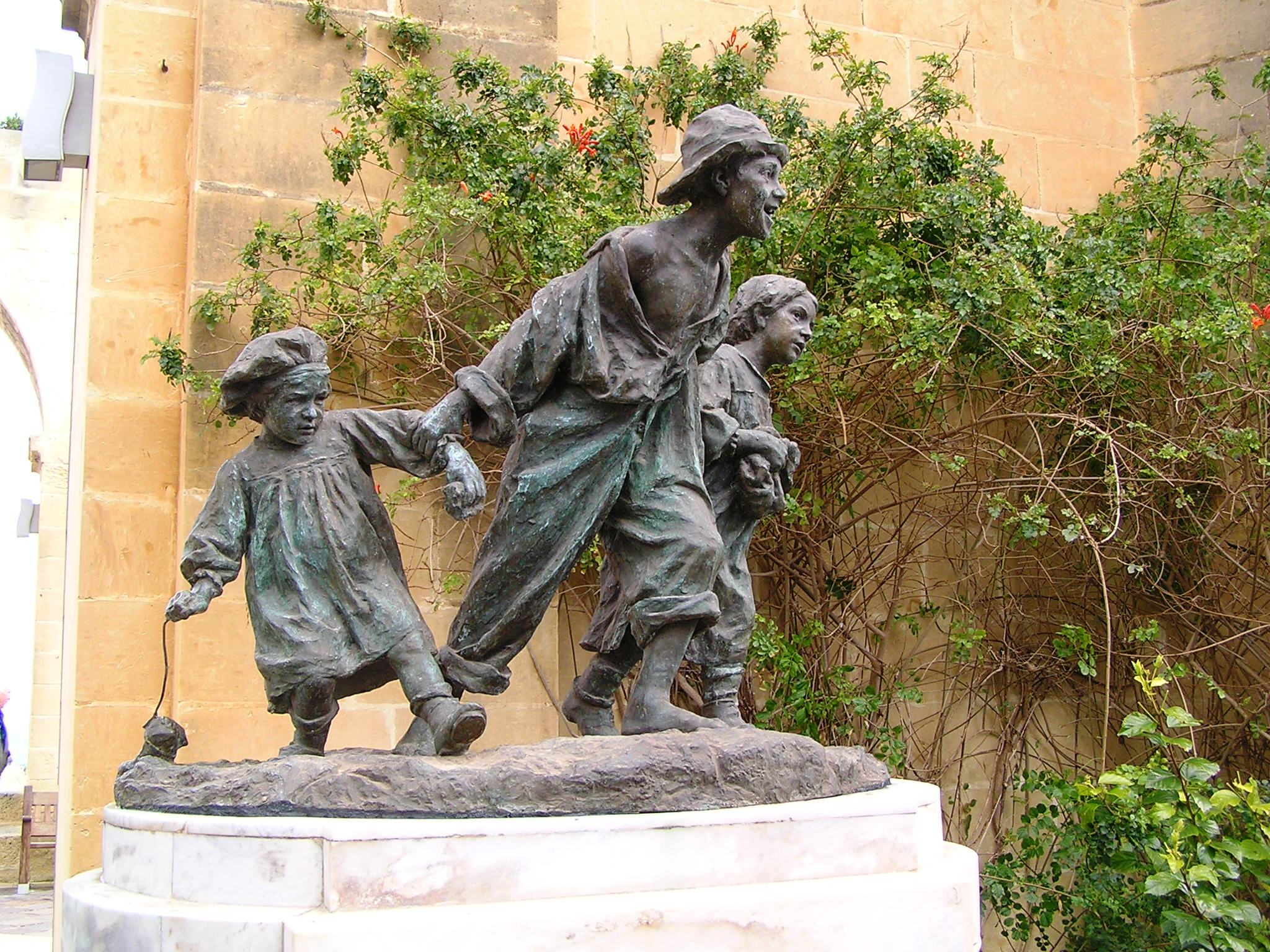
جافروش

يوجد في الحديقة العديد من المعالم الأثرية والنصب التذكارية لعدد من الشخصيات البارزة، بما في ذلك جيرالد ستريكلاند والسير توماس ميتلاند والسير ونستون تشرشل . توجد أيضًا نسخة طبق الأصل من تمثال جافروش (أولاد الشوارع) للنحات المالطي أنطونيو سكورتينو في الحديقة. الأصل موجود في متحف الفن المسمى MUŻA .
إنها أعلى نقطة في أسوار المدينة، وبالتالي توفر شرفتها المجاورة إطلالة واضحة على Grand Harbour، والمدن الثلاث، وكذلك على حوض بناء السفن والأجزاء السفلية من العاصمة.
وترتبط الحدائق في فاليتا في خندق وقريب لاسكاريس وارف من قبل مصعد البركة . تم بناء أول مصعد في الموقع عام 1905، ولكن تم إغلاقه عام 1973 وتم تفكيكه عام 1983. يمكن رؤية المصعد أثناء التشغيل في فيلم المغامرة البريطاني التواء الرمال عام 1968.

## الروابط الخارجية
- بعض المعالم العامة لفاليتا 1800-1955